# Olivier Allamand
Olivier Allamand (La Tronche, 31 de julio de 1969) es un deportista francés que compitió en esquí acrobático, especialista en la prueba de baches.
Participó en los Juegos Olímpicos de Albertville 1992, obteniendo una medalla de  en la prueba de baches.

## Medallero internacional
| Juegos Olímpicos | Juegos Olímpicos      | Juegos Olímpicos | Juegos Olímpicos |
| Año              | Lugar                 | Medalla          | Competición      |
| ---------------- | --------------------- | ---------------- | ---------------- |
| 1992             | Albertville (Francia) | Medalla de plata | Baches           |